# Czeladź
Czeladź es una ciudad del sur de Polonia, cerca de Katowice, situada en la sierra de Silesia, cerca del río Brynica, (afluente del Vístula), que se encuentra ubicada en la región histórica de Zagłębie Dąbrowskie, en el Área Industrial de Silesia Superior. Desde 2018, forma parte de la Metrópolis de Alta Silesia-Zagłębie. 
Está situada en el voivodato de Silesia desde la creación de este en 1999, perteneciendo anteriormente al voivodato de Katowice. La población de la ciudad es 33556 (2010). 
Fundada en el siglo XIII, a Czeladź se le concedió el estatus de ciudad en 1262. En los años 1434 - 1790, perteneció al Ducado de Siewierz. En el siglo XIX, Czeladź se convirtió en un importante centro minero, con la mina de carbón abierta en ese siglo. También fue el principal centro de cultura judía, destruido en el Holocausto.

## Principales monumentos
- Iglesia de San Estanislao Obispo y Mártir — una gran iglesia neorrománica hecha de ladrillo rojo klinker, construyó a principios del siglo XX en el lugar donde se encontraban los edificios sagrados anteriores desde el siglo XIII;[2]
- Antigua casa aria — un edificio del siglo XVII;[2]
- Museo Saturno — museo de la historia de Czeladź se encuentra en el impresionante Palacio bajo las Columnas;[2]
- Asentamiento minero en el distrito de Piaski — un asentamiento histórico.[2]

## Lugares importantes
- Palacio Saturno — termas romanas y apartamentos.
- Galeria Elektrownia —una galería de arte contemporáneo ubicada en un edificio postindustrial de una antigua central eléctrica

## Personajes sobresalientes
- Czesław Słania, creador de sellos.
- Abraham Nahum Stencl (Avrom-Nokhem Shtentsl), poeta Askenazi.